# Клод Луи Ектор дьо Вилар
Клод Луи Ектор, херцог дьо Вилар (на френски: Claude Louis Hector de Villars) е маршал на Франция, последният от великите военачалници на крал Луи XIV. Воюва в Холандската война (1672 – 1678), а през 1687 г. е изпратен в Бавария, за да преговаря за съюз между нея и Франция. През същата година е произведен в чин маршал. След служба като посланик във Виена (1698 – 1701), той е сред френските командири във Войната за испанското наследство (1701 – 1714) и постига блестящи победи при Фрайдлинген (1702) в Баден и Хьохщетд (1703) в Бавария. През 1704 г. потушава голямо въстание във Франция, известно като Камисард. През 1709 г. завършва наравно срещу армиите на херцог Марлборо и принц Евгений Савойски в битката при Малплаке, с което дава шанс на Франция да се измъкне непобедена от войната. През следващите години той успешно защитава френската граница, а през 1712 г. побеждава принц Евгений при Денен. През 1713 – 1714 г. преговаря с него за сключването на договора от Ращат. Член на Съвета на регентството (1715 – 1723), участва в администрацията и е върховен командир на френската армия във войната за полското наследство (1733 – 1735). След смъртта си оставя ценни мемоари.